# Sozial-Liberale Bewegung
Die Sozial-Liberale Bewegung Schweiz (SLB) (französisch Mouvement socio-libéral, italienisch Movimento social-liberale) ist eine im Jahr 2011 gegründete politische Partei in der Schweiz wertkonservativer Ausrichtung. Gegründet wurde die SLB von dem Aargauer Grossrat Samuel Schmid (gewählt als EDU-Mitglied). Am 16. Juni 2011 trat Nationalrat Ricardo Lumengo (gewählt als SP-Mitglied) der Sozial-Liberalen Bewegung bei, er wurde aber bei den Parlamentswahlen 2011 abgewählt.
Die SLB kandidierte bei den Schweizer Parlamentswahlen 2011 in den Kantonen Aargau und Bern für den Nationalrat. Sie erreichte dabei lediglich 0,5 % im Aargau und 0,3 % in Bern, dies entsprach einem gesamtschweizerischen Wähleranteil von 0,08 %. Im Kanton Aargau trat Samuel Schmid zudem als Ständeratskandidat an (2'717 Stimmen, 1,4 % der gültigen Stimmen). Im Kanton Zürich existiert eine Kantonalsektion, welche aber an den Nationalratswahlen nicht teilnahm.
Seither ist die SLB lediglich bei den Aargauer Grossrats-Wahlen von 2012 angetreten. Sie erreichte 0,5 % der Stimmen. Dies reicht nicht für einen Sitz, so dass Samuel Schmid aus dem Parlament abgewählt wurde.